# 新北市公共自行車租賃系統
新北市公共自行車租賃系統是臺灣新北市的公共自行車租賃系統，由新北市政府交通局規劃招標，目前由微笑單車公司管理。其前身為2008年10月底臺北縣政府僅於板橋區試辦的「臺北縣公共自行車租借系統」（採人工方式租借）；2013年9月2日由NewBike系統開始試辦自動化租借服務，成為臺灣第三座啟用的公共自行車自動化租賃系統；2014年元旦再加入Youbike系統並行，NewBike系統至2015年4月退場；2021年9月將逐漸汰換成YouBike2.0系統。2024年8月6日YouBike1.0系統退場，全面使用YouBike2.0系統。YouBike2.0系統則與臺北、桃園、竹縣、竹科、竹市、苗栗、臺中、嘉縣、嘉市、臺南、高雄、屏東相同。

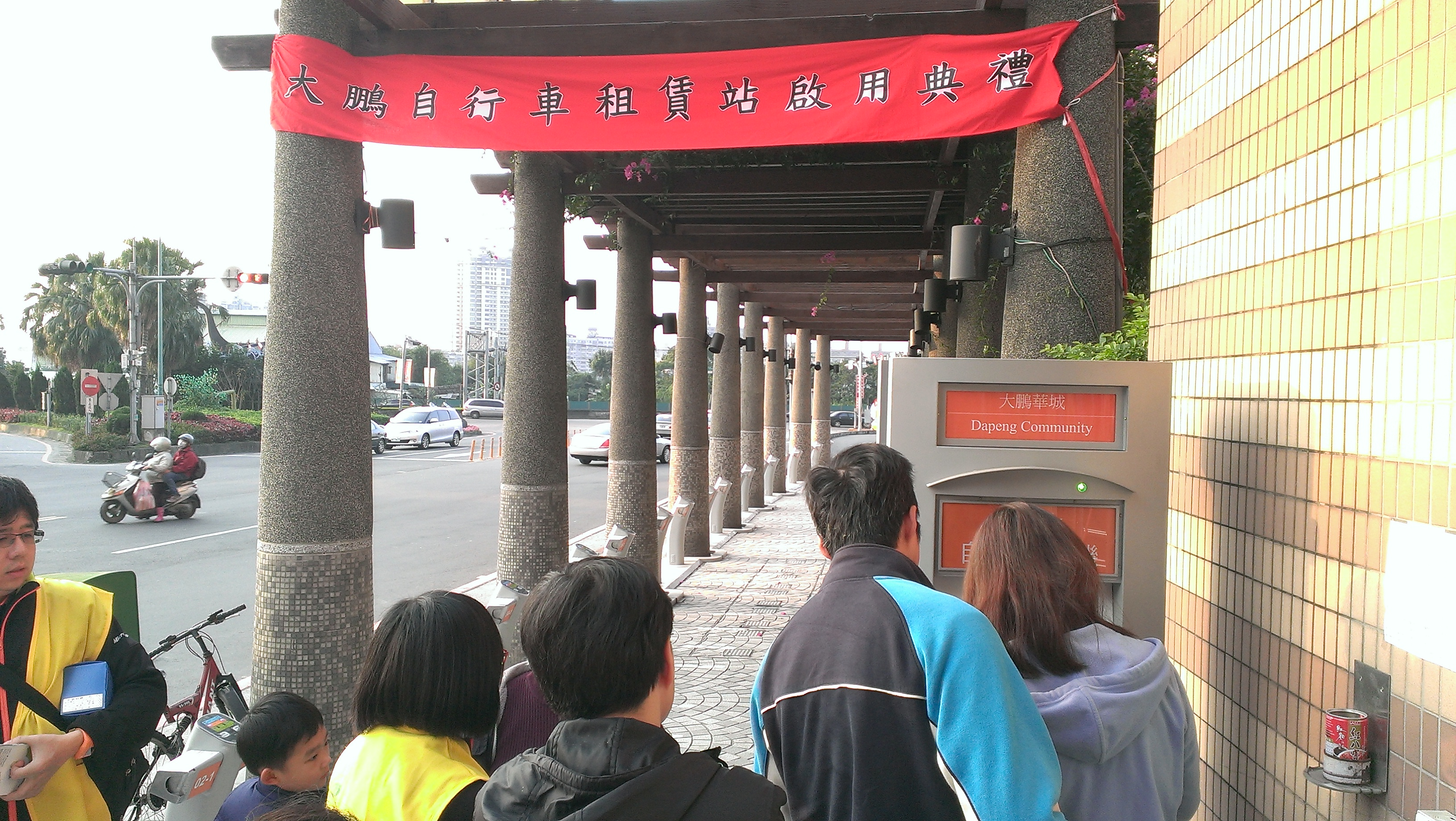
YouBike在新北市首個站點-大鵬華城站開幕盛況

## 歷史
NewBike系統前身為臺北縣政府設置的臺北縣公共自行車租借系統，於2008年10月31日在板橋區開始試辦，試辦之初僅有設有5個租借站與100輛自行車，2009年7月2日，擴增10個租借站。臺北縣公共自行車租借系統，只在周一到周五、每天上午7時到晚上8時提供租借；民眾需先上網登錄成為會員，憑會員卡租借。非會員者需持雙證件（健保卡及國民身分證、駕照等），二小時內均免費；逾時未歸還者，第一次罰一星期內不得再租借，第二次一個月內不得再租車。
2013年9月2日，NewBike系統開始試營運自動化租借服務，並全面更新280輛自行車，前半小時免費，之後每半小時收費10元，需以悠遊卡付費。
2013年12月1日，新北市公共自行車系統與臺北市公共自行車租賃系統所使用YouBike整合，新的公共自行車系統要能與臺北市所使用的系統相容。2014年初，YouBike微笑單車系統於新店區大鵬華城社區開始試辦，成為新北市公共自行車租賃系統使用YouBike微笑單車系統的首個租賃站。2014年7月30日，捷安特公司標下新的新北市公共自行車系統標案，確定之後的新北市公共自行車系統都採用捷安特公司設計的YouBike微笑單車系統。
2014年，新北市政府辦理「自動化公共自行車租借系統建置規劃計畫」委託研究案，其中包括新北市公共自行車整體規劃、財務分析、推動期程及兩市整合方案等，預計2014年中完成整體規劃，後續將依規劃內容分年期推動，初步規劃2014年於新店、汐止、三重、蘆洲、新莊及永和等地設置，目標先設置60站共1,600輛自行車，最終計畫全市設置300站8,000輛自行車；原有NewBike系統自行車則轉移至貢寮區做為低碳旅遊設施。
2015年3月，新北市政府宣布，在板橋區原有的NewBike系統13個租賃站於3月底至4月初，分三階段終止服務，並於4月底轉換為YouBike系統。NewBike自2013年9月共計1年半，正式走入歷史。未來在板橋區捷運府中站、板橋站等據點也將陸續增設YouBike站點，四月底前板橋合計啟用十六個YouBike站、共四百台車。2015年4月，NewBike系統轉為YouBike系統之作業完成，日後板橋區同新北市其他區增設YouBike站點。
2021年3月，新北市政府預告將重新招標新北市公共自行車租賃系統，並於6月正式公告，交通局要求屆時接手業者無論是延續舊系統或是引進新系統，都必須確保與舊系統相容，並要無縫接軌的連結北市的公共自行車租賃系統。7月19日招標結果出爐，由微笑單車再次得標，新契約於同年8月29日啟動並引進YouBike 2.0系統，YouBike 2.0系統站點於10月20日上午10:20正式啟用，未來依使用年限安全批次汰換YouBike 1.0系統。
2024年8月30日，臺北市及新北市引進YouBike2.0E電輔車共1500輛投入營運。

## 現況
新店區大鵬華城社區於2014年初試辦YouBike租賃站。原先設置的New Bike系統在板橋區設置的13個租賃站點，已經全數終止服務，並轉換為YouBike微笑單車系統。新北市的YouBike微笑單車系統，除車身印有新北市政府府徽，以標明來自新北市外，其餘與臺北市YouBike相同。因騎乘安全，山區及濱海區站點於夜間實施暫停營運。

### 租賃站位置
原先YouBike 1.0系統於2024年8月6日起正式停用，站點已全數更換為YouBike 2.0系統。
截至2025年8月12日，YouBike在新北市29個行政區中共設有1475個站點，設點的行政區包括板橋區（206個）、三重區（126個）、新店區（121個）、中和區（111個）、新莊區（131個）、淡水區（83個）、汐止區（77個）、蘆洲區（55個）、永和區（55個）、土城區（92個）、樹林區（74個）、林口區（86個）、五股區（30個）、三峽區（69個）、鶯歌區（48個）、泰山區（25個）、八里區（25個）、金山區（7個）、瑞芳區（9個）、雙溪區（2個）、平溪區（5個）、深坑區（6個）、石碇區（3個）、坪林區（3個）、三芝區（9個）、石門區（5個）、萬里區（7個）、貢寮區（3個）、烏來區（2個）。

## 服務中心

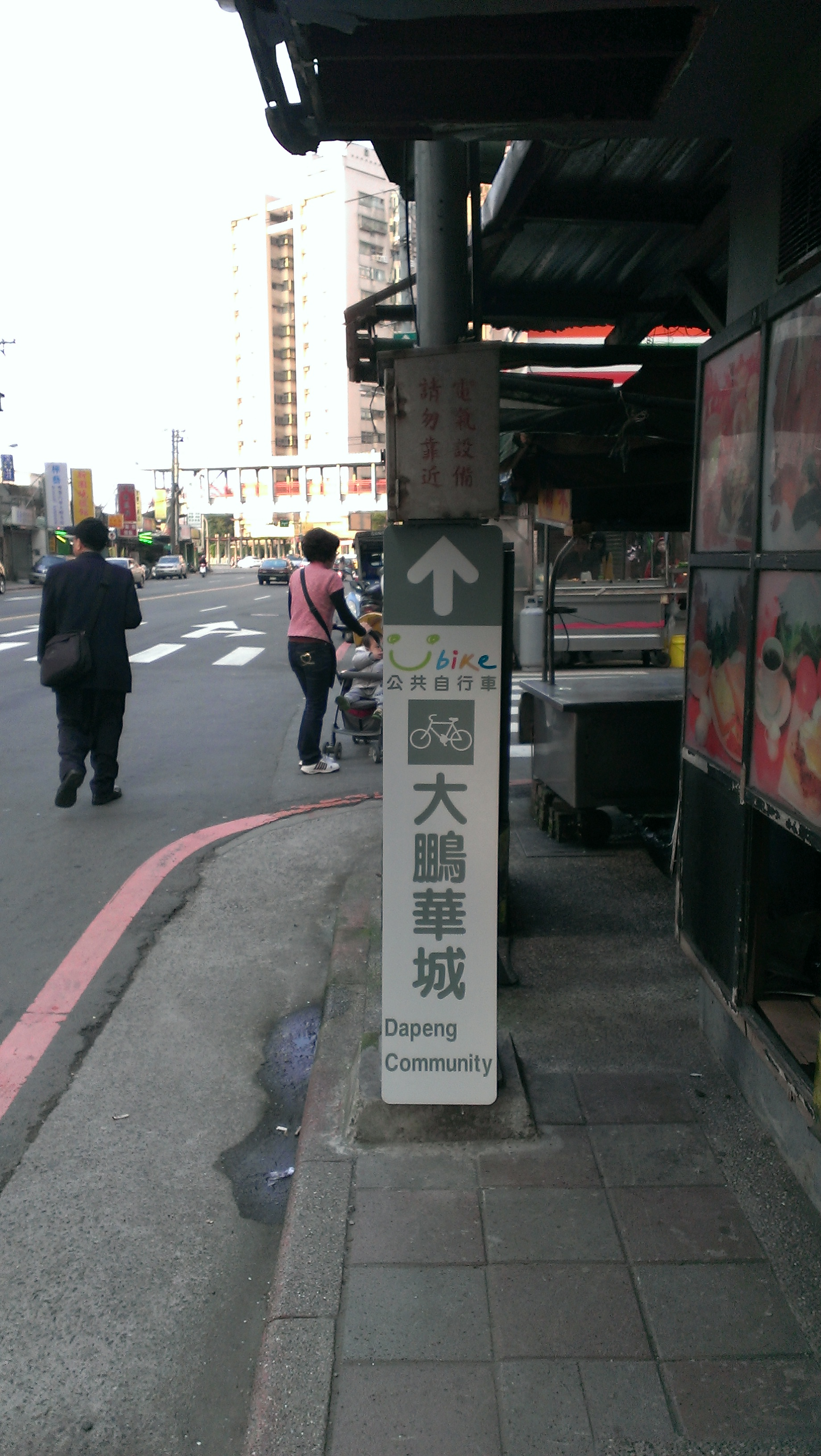
YouBike在新北市第一站大鵬華城站點指引牌

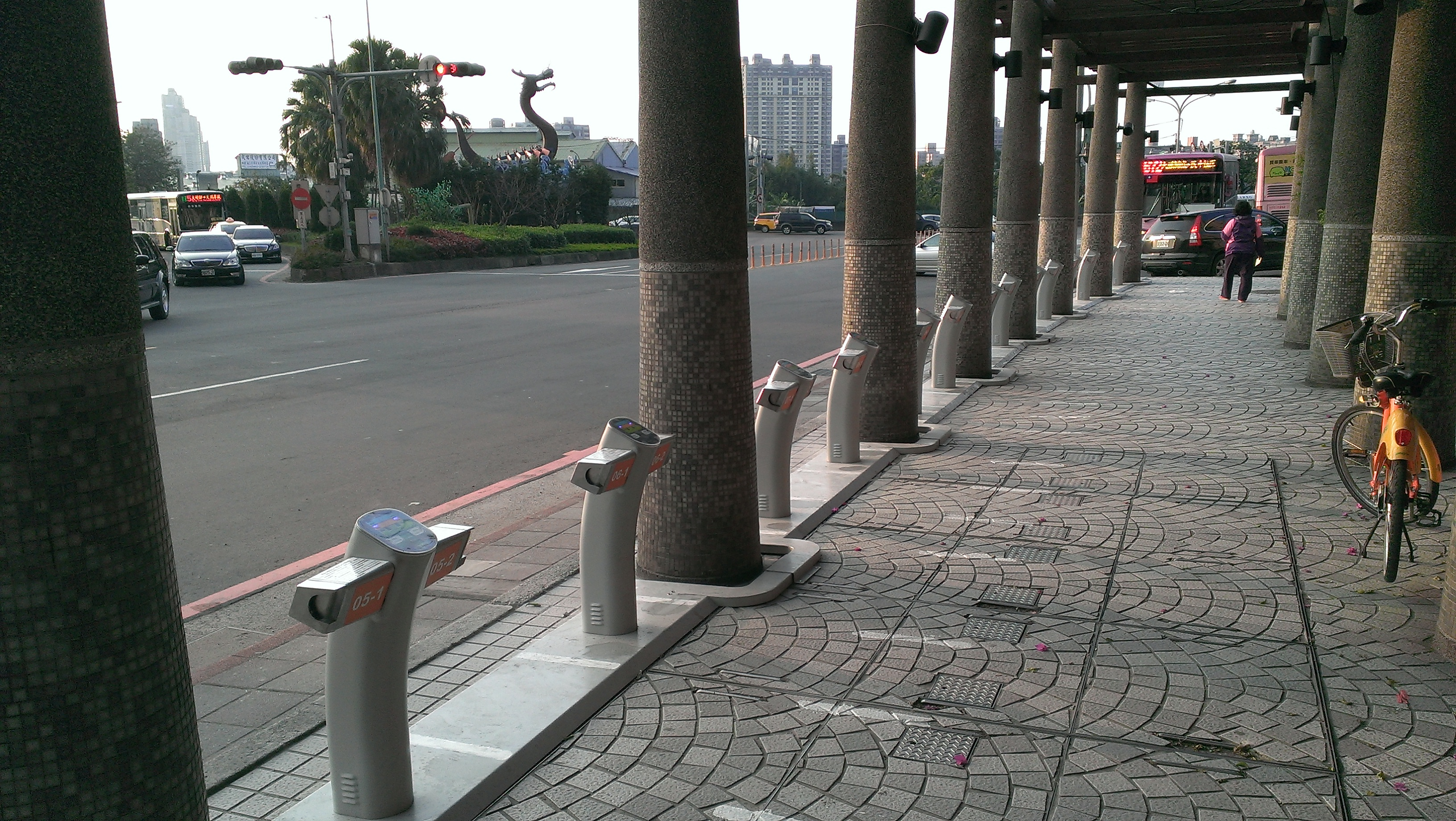
YouBike在新北市第一個站點大鵬華城站

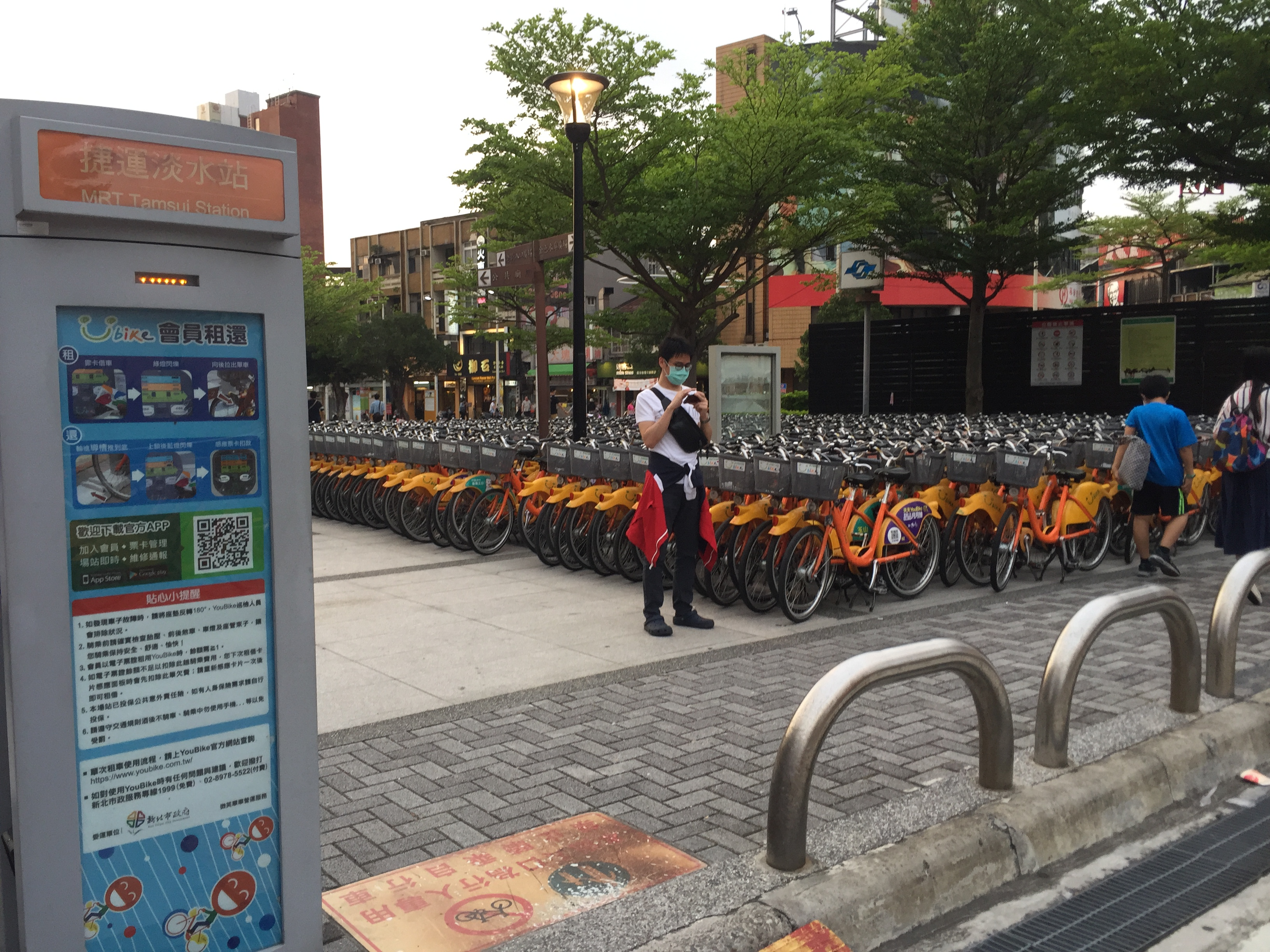
YouBike-捷運淡水站

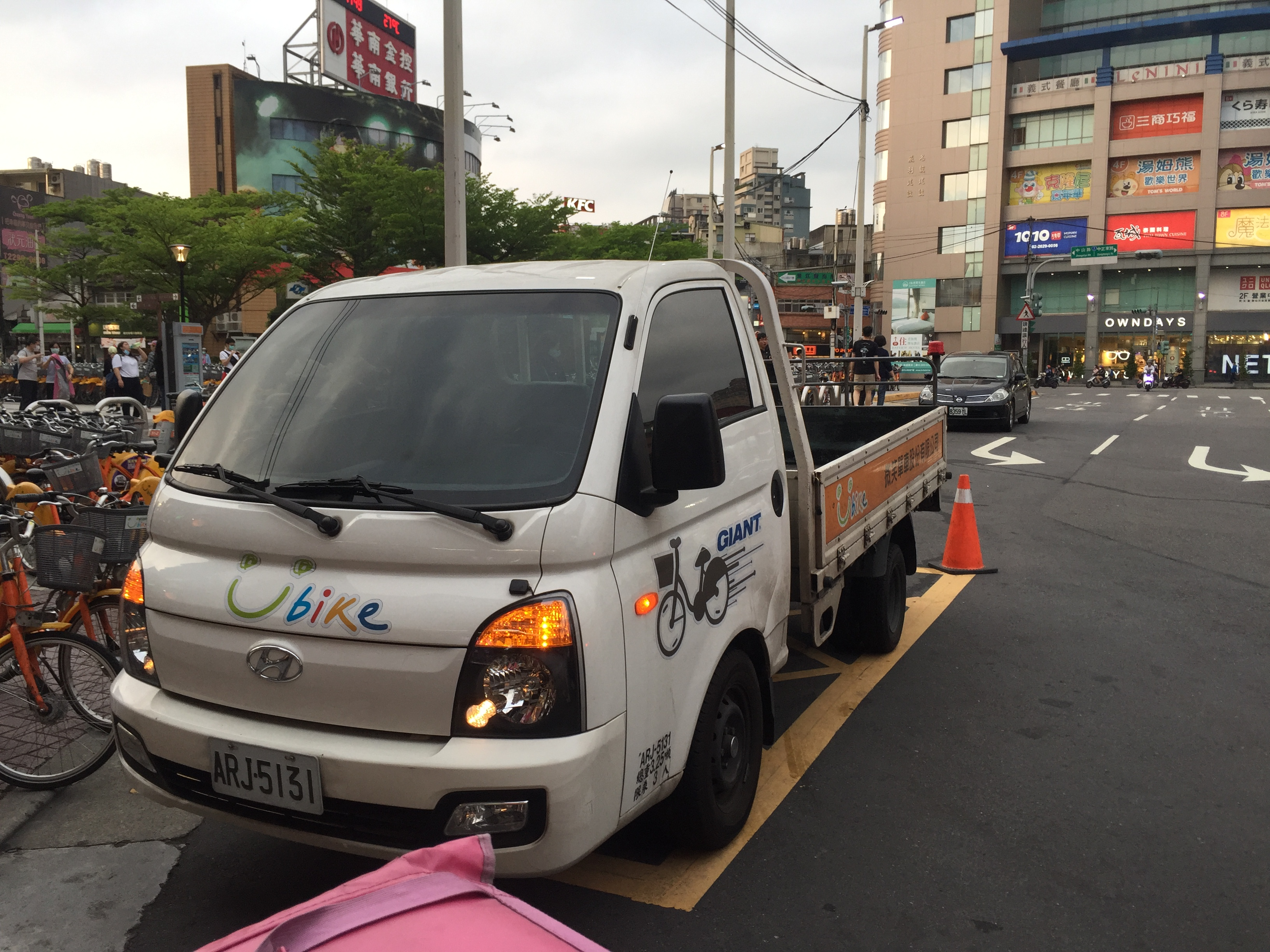
停在YouBike-捷運淡水站的微笑單車公務車

- 捷運三重服務中心
- 捷運大坪林服務中心
- 板橋服務中心

## 租賃方式
採用24小時開放的無人管理自助式服務，每個站點設有自動服務機（Kiosk），使用者可利用服務機申請加入會員、付費和租賃單車。

### 會員申請
租賃模式分為會員與非會員兩種，會員申請可在YouBike微笑單車網站、自動服務機，或服務中心完成。租賃站點的每個停車柱上都裝有多卡通感應設備，「會員」可直接持已經註冊的悠遊卡或一卡通到各停車柱感應卡片後取車；「非會員」則須透過自動服務機付款後選車（付款可使用Visa/Master/JCB晶片信用卡），並在90秒內到停車柱處取出自行車。

### 費用
目前在新北市租用YouBike微笑單車，享前30分鐘5元，前4小時每30分鐘10元，4至8小時內，調整為每30分鐘20元，使用時間超過8小時，則每30分鐘40元。自2015年4月1日開始，YouBike微笑單車採用「累進費率、前半小時收錢」，於台北市內租借站租借者前半小時收5元，4小時內仍維持30分鐘10元，使用時間4至8小時內，調整為每30分鐘20元，使用時間超過8小時，則每30分鐘40元。還車後15分鐘內，不得於同站（還車站）續借。
- YouBike2.0系統跨區借還自行車，將酌收跨區調度費，收費方式如下：
  - 臺北市/新北市騎至新竹縣/新竹市歸還，或新竹縣/新竹市騎至臺北市/新北市歸還，需酌收調度費用新台幣630元。
  - 臺北市/新北市騎至臺中市歸還，或臺中市騎至臺北市/新北市歸還，需酌收調度費用新台幣815元。
  - 臺北市/新北市騎至嘉義市歸還，或嘉義市騎至臺北市/新北市歸還，需酌收調度費用新台幣935元。
  - 臺北市/新北市騎至高雄市歸還，或高雄市騎至臺北市/新北市歸還，需酌收調度費用新台幣1,065元。

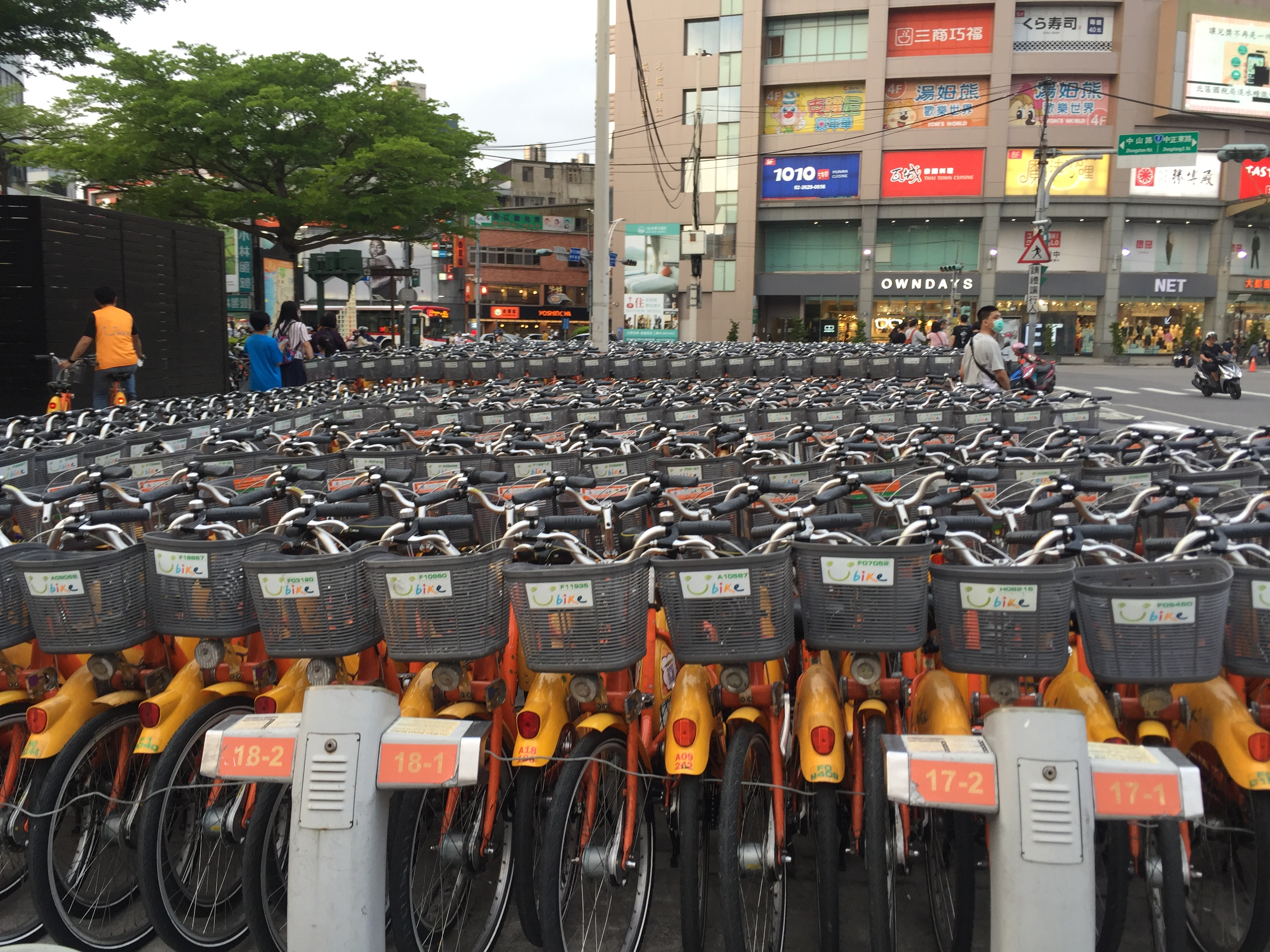
用作調度，暫放於捷運淡水站站點的YouBike

## 資料來源
1. ↑  新北公共自行車系統 YouBike得標將推2.0 （页面存档备份，存于），中國時報，2021/07/19
2. ↑  孟祥傑，公共單車租借 板橋起跑 新板特區設5處 百輛供借用 甲地借可乙地還 年底前免費，聯合報，2008年11月1日C2版（北基綜合新聞）
3. ↑  沈旭凱，免費借單車 增10個點，聯合報，2009年7月3日B1版（北縣基隆．運動）
4. ↑  祁容玉，下月新制上路 新北New Bike 改悠遊卡收費，聯合報，2013年8月21日B1版（新北市．運動）
5. ↑  .   [2014-07-31]. （原始内容存档于2015-04-02）.
6. ↑  . 東森旅遊雲. 2013-10-31  [2013-12-03]. （原始内容存档于2021-01-24）.
7. ↑  . 自由時報.   [2014-08-21]. （原始内容存档于2021-01-24）.
8. ↑  .   [2021-06-10]. （原始内容存档于2021-06-10）.
9. ↑  新北公共自行車新標案3月將公告 須與YouBike無縫接軌 （页面存档备份，存于），中國時報，2021-1-19
10. ↑  新北YouBike2.0 10月20日啟用 挨批浪費 （页面存档备份，存于），聯合報，2021-10-09
11. ↑  .   [2024-08-30]. （原始内容存档于2024-08-30）.
12. ↑  . 東森新聞雲. 2013-12-02  [2013-12-03]. （原始内容存档于2013-12-08）.
13. ↑  . 自由時報. 2014-01-02  [2014-01-02]. （原始内容存档于2014-02-21）.
14. ↑  . 新北市政府交通局. 2013-01-02  [2013-12-31]. （原始内容存档于2019-11-28）.
15. ↑  .   [2024-12-16]. （原始内容存档于2025-04-24）.
16. ↑  .   [2020-02-10]. （原始内容存档于2021-01-24）.
17. ↑  劉光瑩; 林昭儀. . 537期. 天下雜誌. 2013-12-10  [2015-04-06]. （原始内容存档于2014-08-26）. 為何改90秒
18. 1 2 3  .   [2020-02-10]. （原始内容存档于2021-01-24）.

## 外部連結
- Youbike 新北市公共自行車 （页面存档备份，存于）
- 新北市政府交通局 （页面存档备份，存于）